# 奥斯特拉西亚
奥斯特拉西亚（拉丁語：Austrasia）是指法兰克王国墨洛温王朝的东北部领土，其范围包括今天法国东部、德国西部、比利时，卢森堡和荷兰的领土。虽然梅斯作为首都，但有些国王分別统治兰斯，特里尔和科隆。奥斯特拉西亚也被用来指代意大利东北部，相对于纽斯特里亚指代西北部。